# Saxifraga nanelloides
Saxifraga nanelloides là một loài thực vật có hoa trong họ Saxifragaceae. Loài này được C.Y. Wu miêu tả khoa học đầu tiên năm 1990.